# 三浦富美子
三浦 富美子（みうら ふみこ、1928年 - ）は、日本の英文学者、歌人、翻訳家。慶應義塾大学名誉教授。

## 来歴
日本女子大学卒業。メリーランド大学を経て、サンフランシスコ州立大学で英文学の修士号を取得。慶應義塾大学教授を務め、1994年定年となり名誉教授。
ベティ・フリーダンの『The Feminine Mystique』を翻訳した（邦題『新しい女性の創造』）。
夫は英文学者の三浦新市。

## 著書
- 『ピンクの小薔薇 歌集』（ながらみ書房） 2000.12
- 『蝉しぐれ 歌集』（角川書店） 2008.10

## 翻訳
- 『エルマー・ガントリー』（シンクレア・ルイス、三浦新市共訳、角川文庫） 1960 - 1961
- 『新しい女性の創造』（ベティ・フリーダン、大和書房） 1965
- 『病める国、イギリス』（ジェイムズ・カーカップ、英潮社） 1967
- 『フランクリン自伝』（大和書房、人生の名著8） 1968
- 『小公子』（バーネット、文研出版、文研児童読書館） 1970
- 『日本随想』（ジェイムズ・カーカップ、朝日出版社） 1971
- 『エチケットの事典』（G・A・ダリオー、鎌倉書房） 1972
- 『沈みゆく老大国』（ジェイムズ・カーカップ、英潮社） 1976